# عقاوة (حيران)

تعديل مصدري - تعديل

عقاوة هي إحدى قرى عزلة الدير بمديرية حيران التابعة لمحافظة حجة، بلغ تعداد سكانها 300 نسمة حسب تعداد اليمن لعام 2004.